# حسین ترابی
حسین ترابی (زاده ۱۳۱۵) کارگردان و مستندساز ایرانی است.
وی فارغ‌التحصیل سینما، تلویزیون و رادیو از دانشکدهٔ هنرهای دراماتیک و فوق لیسانس مدیریت امور فرهنگی از دانشگاه فارابی است. او فعالیت فیلمسازی خود را از سال ۱۳۴۹ در مرکز سینمایی وزارت فرهنگ و هنر با ساخت فیلم کوتاهی به نام «مجلس سرچشمه» آغاز کرد. فیلم مستند برای آزادی اثر ماندگار اوست که چندی پیش توسط «مارک کازینزز» مورخ و منتقد سینما در مؤسسه بی اف آی لندن (bfi) به عنوان ۱۰ فیلم مستندی که دنیا را تکان داد، در کنار آثاری از لنی ریفنشتال و مایکل مور و … انتخاب شد.

## فیلم‌شناسی

### کوتاه
- ۱۳۴۹ - مجلس، سرچشمه.
- علامت سؤال - قصه مادربزرگ.
- ۱۳۴۹ - الاکلنگ (برنده جایزه اول جشنواره سپاس).
- علامت سؤال - مشهد (برنده جایزه اول جشنواره سپاس).
- ۱۳۵۰ - گلاب قمصر.
- ۱۳۵۳ - اصفهان.
- ۱۳۵۴ - به امید دیدار - (گروه کارگردانی)
- ۱۳۵۵ - ‍پیام بر.
- ۱۳۵۵ - فردوسی و مردم.
- ۱۳۵۸ - عینک.
- ۱۳۵۸ - زندگی دکتر محمد مصدق
- ۱۳۵۸ - بازرگان از نخست‌وزیری تا استعفا

### بلند سینمایی
- ۱۳۵۱ - رضا هفت‌خط - (کارگردان)
- ۱۳۵۸ - برای آزادی - (کارگردان)
- ۱۳۶۵ - روزهای انتظار - (نویسنده، مشاور فرهنگی)
- ۱۳۶۶ - ردپایی بر شن - (نویسنده)
- ۱۳۸۷ - طاووس‌های بی پر - (مجری طرح)